# Anita Sirgo
Ana Sirgo Suárez, conocida como Anita Sirgo, (Lada, 20 de enero de 1930-Langreo, 15 de enero de 2024) fue una militante comunista española. Tuvo un papel muy activo durante la Huelgona de 1962, colaborando de manera destacada para que tuviera éxito. Es considerada un emblema de la lucha obrera y antifascista.

## Biografía

### Primeros años
Ana Sirgo Suárez nació el 20 de enero de 1930 en el seno de  una familia de mineros políticamente comprometidos con el comunismo y sin posibilidades de acceder a la educación. Con el final de la Guerra civil y la caída de la Segunda República, su padre huyó al monte para formar parte de la resistencia, mientras que su madre fue detenida en la cárcel de Arnao, destino que también sufrieron otros familiares suyos. Fue entonces recogida por unos tíos suyos, que la llevaron a vivir a Andrín, en el concejo de Llanes. Allí trabajó en el campo y colaboró también como enlace para la guerrilla desde los nueve años. A los doce años fue descubierta y detenida por la Guardia Civil junto con otros familiares suyos, entre los que se encontraban su madre y su tío, Fidel Suárez Campurru. La Guardia Civil también se llevó los muebles de la casa, que años más tarde aparecieron siendo utilizados en la sede de Falange. Tuvo la ocasión de ver por última vez a su padre, antes de que fuera asesinado en 1947 y enterrado en una cuneta todavía no localizada. El 26 de enero de 1948 su tío murió junto a otros guerrilleros.
En 1950 se casó con Alfonso Braña Castaño, minero en el pozo Fondón. Ambos comenzaron a militar de manera más intensa en el Partido Comunista de España.

### Huelga de 1962
Anita Sirgo obtuvo gran parte de su popularidad por su trabajo durante la llamada Huelgona. Aproximadamente un mes después del comienzo de la Huelga minera de 1962, empezaba a vislumbrarse un fracaso, habiendo mineros que plantearon volver a trabajar. Dada la situación, las mujeres de la Cuenca minera decidieron organizarse y apoyar activamente la huelga ante la situación de miseria en que se encontraban. Así, organizaron piquetes e impidieron que los esquiroles pudiesen acceder a los pozos.
Además, Anita Sirgo participó de forma decisiva en la organización de los grupos clandestinos de mujeres durante la huelga, contando con la colaboración de mujeres como Tina Pérez o Celestina Marrón. Estos grupos se ocupaban, entre otras cosas, de recolectar ayuda en forma de alimentos, transmitir mensajes o repartir pasquines.
Sirgo participó en el encierro en la catedral de Oviedo durante la Huelga de 1962 junto con cerca de cuarenta mujeres más. Bajo el principio de la no violencia activa, pretendieron con ello dar visibilidad a la lucha en todo el territorio español y llegaron a contar con el apoyo del obispo auxiliar de entonces, Segundo García de la Sierra. Finalizaron el encierro después de que se organizaran huelgas de solidaridad en países como Francia o Bélgica, dando por concluida su tarea.

#### Represalias
Por su activismo durante la huelga, Anita Sirgo sufrió los efectos directos de la represión. Fue encarcelada y rapada a tirones, a pesar de lo cual no delató a ninguno de sus compañeros del Partido. En la cárcel, sufrió torturas y quedó sorda del oído izquierdo después de una paliza que le propinó Antonio Caro Leiva, capitán de la Guardia Civil. Además, el por entonces ministro del régimen franquista, Manuel Fraga, se mofó públicamente de ella y llegó a negar las torturas y palizas.

### Después de la huelga
Tras su arresto y tras haber sido identificada por la Guardia Civil, Anita Sirgo se vio obligada a exiliarse en París junto con otros miembros del Partido Comunista, entre ellos Santiago Carrillo. Aprendió a leer y escribir durante el tiempo que permaneció allí, mientras en la Cuenca estaba en busca y captura. Al cabo de dos años y ante la impotencia de no poder colaborar con la lucha obrera, en 1966 Sirgo decidió volver a Asturias con el consentimiento del Partido. Una vez en Oviedo, fue requerida y detenida por causas militares y pasó cuatro meses en la cárcel, uno de ellos a causa de que se negara a pagar 100 000 pesetas de multa.
En 2013 fue una de las firmantes de la causa contra los crímenes del franquismo investigados por la jueza argentina María Romilda Servini. Al año siguiente se manifestó con el Tren de la Libertad y junto a las Marchas de la Dignidad.
Anita Sirgo falleció el 15 de enero de 2024.

### Otras acciones y anécdotas
Sirgo narra a menudo cómo durante la Huelgona lanzó mazorcas de maíz a los esquiroles, según ella misma «para llamarlos gallinas». Asimismo, cuenta cómo cuando se reunían varias amigas colocaban una cafetera vacía en la mesa para que la situación pareciera sencillamente la de unas amigas que se reúnen a tomar café, evitando así las sospechas de la Policía secreta.

## Homenajes y apariciones en la cultura popular
- Anita Sirgo y su compañera Constantina Pérez tienen una calle dedicada en Gijón.[10]
- Aparece como personaje en el cómic Los llazos coloraos de Alberto Vázquez García.[3]
- El cortometraje A golpe de tacón de la directora asturiana Amanda Castro está basado en Anita Sirgo y en su compañera, Tina Pérez.[2]

### Premios
- En diciembre de 2018 recibió el Premio Juan Ángel Rubio Ballesteros, con el que la Sociedad Cultural Gijonesa reconoció su lucha en la posguerra. Dedicó el premio a todas las mujeres que lucharon con ella entonces «por la libertad, la democracia y los derechos».[11][12]
- En 2019 se le concedió el Premio Pozu Fortuna junto a Carmen García Pellón como reconocimiento a su «lucha incombustible» como militante comunista y antifascista.[13][14]